# Paroster
Paroster là một chi bọ cánh cứng trong họ Dytiscidae.
Chi này được Sharp miêu tả khoa học năm 1882.

## Các loài
Các loài trong chi này gồm:
- Paroster couragei Watts, 1978
- Paroster gibbi Watts, 1978
- Paroster insculptilis (Clark, 1862)
- Paroster michaelseni Régimbart, 1908
- Paroster niger Watts, 1978
- Paroster nigroadumbratus (Clark, 1862)
- Paroster pallescens Sharp, 1882
- Paroster sharpi Watts, 1978
- Paroster thapsinus (Guignot, 1955)